# Mediobanca
Mediobanca ist eine italienische Investmentbank, die 1946 auf Initiative von Raffaele Mattioli (damals CEO der Banca Commerciale Italiana) und Enrico Cuccia gegründet wurde, um den Wiederaufbau der italienischen Industrie nach dem Zweiten Weltkrieg zu erleichtern. Cuccia leitete Mediobanca von 1946 bis 1982. Heute ist sie eine internationale Bankengruppe mit Niederlassungen in Mailand, London, Frankfurt, Madrid, Luxemburg, New York und Paris.
Stand März 2024 heute ist die Mediobanca-Gruppe eine diversifizierte Bankengruppe, die aus vier Geschäftsbereichen besteht: Vermögensverwaltung, Unternehmens- und Investitionsbankwesen, Verbraucherfinanzierung und Versicherungen. Der Bereich Vermögensverwaltung, dessen Einführung im Jahr 2016 die Strategie der Gruppe neu formte, verzeichnete in der zweiten Hälfte des Jahres 2023 die höchsten Wachstumsraten und wird erwartet, bis 2026 zum führenden Geschäftsbereich in Bezug auf Gebühreneinnahmen und zum zweitgrößten in Bezug auf Umsätze zu werden. Durch die Umsetzung des Strategieplans bis 2026 „One Brand One Culture“ wird sich Mediobanca als „Vermögensverwalter“ positionieren, indem sie die internen Synergien der Gruppe und das traditionelle Investmentbankgeschäft nutzt, um dieses neue Wertangebot zu bedienen.
Das Unternehmen ist im FTSE MIB Index der Mailänder Börse gelistet und Mitglied des Standard Ethics Italian Banks Index.
Seit dem Inkrafttreten der europäischen Bankenaufsicht Ende 2014 wurde Mediobanca als bedeutendes Institut eingestuft und wird folglich direkt von der Europäischen Zentralbank überwacht.

## Geschichte
Mediobanca wurde kurz nach dem Ende des Zweiten Weltkriegs von der Banca Commerciale Italiana (heute Intesa Sanpaolo) und dem Credito Italiano (heute Unicredit) mit späterer Unterstützung der Banca di Roma (heute Capitalia und nun ebenfalls Teil von Unicredit) gegründet.
Das neu gegründete Kreditinstitut sollte dem Wiederaufbau und der Neuordnung der italienischen Industrie dienen. Da die damalige Rechtslage in Italien keine Universalbanken zuließ und sich die Banken hauptsächlich nach Art und Dauer der Finanzierung unterschieden, entschied man sich für die Gründung eines speziellen Kreditinstituts für die mittel- und langfristige Industriefinanzierung. Auf diese Weise entstand die erste und zugleich bedeutendste Investmentbank Italiens. Bis zur vollständigen Neuordnung der italienischen Bankenlandschaft Ende der 1990er-Jahre spielte Mediobanca eine zentrale Rolle im Finanzwesen Mailands. Der Mitbegründer und Leiter der Bank, Enrico Cuccia, galt viele Jahre lang als die graue Eminenz der italienischen Wirtschaft. Unter seiner Führung war die Geschäftstätigkeit von Mediobanca nicht immer durch besondere Transparenz gekennzeichnet. In den letzten Jahren hat eine veränderte Aktionärsstruktur und ein personell erneuerter Vorstand zu einem tiefgreifenden Wandel in der Geschäftsführung geführt. Im Zuge dieser Modernisierung erweiterte die Bank ihre Aktivitäten auf weitere Bereiche.
2001 führte die Partnerschaft zwischen Mediobanca und Banca Mediolanum zur Gründung der Banca Esperia, einem Projekt, das innerhalb von Mediobanca ins Leben gerufen wurde und auf einer Idee von Alberto Nagel basierte. Ziel war es, den unternehmerischen Kunden der Institution Unterstützung bei der Verwaltung von Liquidität zu bieten, die aus außerordentlichen Operationen resultierte, die von der Abteilung für Unternehmens- und Investitionsbankwesen der Institution durchgeführt wurden.
Banca Esperia legte den Grundstein für die Einführung des Mediobanca Private Banking. Die Abteilung, die große italienische Unternehmerfamilien bei Mediobanca betreut, wurde offiziell im Dezember 2017 nach dem Erwerb des 50%igen Anteils, der im Besitz von Banca Mediolanum war, und mit der anschließenden Fusion durch Aufnahme von Banca Esperia in Mediobanca gegründet.
Die Ambition dieser Abteilung war genau die, die Nagel Ende der 1990er-Jahre vorgestellt hatte: die erste Private & Investment Bank in Italien zu werden, ein Modell, das mittlerweile auch von der Finanzgemeinschaft hoch geschätzt wird.
Mit der Einführung von CheBanca! im Jahr 2008, einer digitalen Bank, erweiterte Mediobanca sein Finanzierungsmodell durch den Zugang zu erheblichen Einlagenströmen. In den folgenden 15 Jahren entwickelte und nutzte CheBanca! ein Modell der Multi-Channel-Distribution (Internet, Callcenter, Filialen), um italienischen Haushalten Vermögensverwaltungsdienste anzubieten.
Beginnend mit dem strategischen Plan für 2016 bis 2019 skizzierte Mediobanca einen neuen Wachstumspfad für CheBanca!, mit einem zunehmenden Fokus auf die Verwaltung von Ersparnissen und Investitionen der Italiener. Eine solche Positionierung spielte in den darauf folgenden strategischen Plänen eine immer wichtigere Rolle, insbesondere im strategischen Plan für 2023 bis 2026 „One Brand One Culture“, in dem das Wachstum der Vermögensverwaltungsabteilung als vorrangiges Ziel für die Gruppe definiert wurde.
Gemäß den strategischen Richtlinien startete Mediobanca im Januar 2024 Mediobanca Premier, eine neue Bank der Gruppe, die sich auf Vermögensverwaltung und Investitionen für italienische Haushalte spezialisiert. Diese vereint und verstärkt zwei grundlegende Vermögenswerte der Gruppe: einerseits die Expertise, die Mediobanca in über 70 Jahren Tätigkeit auf den Märkten an der Seite von Unternehmen gesammelt hat, und andererseits das Erbe von CheBanca! .

## Geschäft
Die Geschäftsstruktur von Mediobanca besteht heute aus vier spezialisierten Bereichen: Vermögensverwaltung, Unternehmens- und Investitionsbankwesen, Verbraucherfinanzierung und Versicherungen.
Ab 2003 vereinfachte Mediobanca die Struktur der Gruppe, indem sie sich von den nicht-strategischen Beteiligungen trennte, die vom historischen Management geerbt wurden; 2019 bezogen sich die Einnahmen aus Beteiligungen hauptsächlich auf den Anteil an Assicurazioni Generali.
Die Vermögensverwaltungsabteilung (25 % der Gruppenerträge) ist wie folgt segmentiert:
- Vermögende und Premier-Kunden werden von Mediobanca Premier betreut;
- das Segment Private Banking, HNWI & UHNWI wird von Mediobanca Private Banking, CMB Monaco (Marktführer in Monaco) verwaltet;
- die Vermögensverwaltungsplattform besteht aus den Tochtergesellschaften Mediobanca SGR, Polus Capital (mit Sitz in London und New York) und RAM Active Investments (mit Sitz in der Schweiz);
- Treuhanddienstleistungen werden von der Tochtergesellschaft Spafid S.p.A. verwaltet.

Mediobanca ist im Bereich Unternehmens- und Investitionsbankwesen (22 % der Einnahmen) aktiv, direkt und über Tochtergesellschaften (insbesondere Messier & Associès mit Sitz in Paris und Arma Partners mit Sitz in London sowie Büros im Fürstentum Monaco), die folgende Bereiche abdecken: Finanzdienstleistungen für Unternehmen, insbesondere in den Bereichen M&A, Kapitalmarkt, Unternehmensfinanzierung und Handelsdienstleistungen.
Die Verbraucherfinanzierungssparte (34 % der Einnahmen) besteht hauptsächlich aus dem Tochterunternehmen Compass Banca S.p.A.
Im Einklang mit der Nachhaltigkeitspolitik der Gruppe hat Mediobanca am Ende des Geschäftsjahres 2022–23 100 Prozent der neuen Investitionen im Vermögensmanagement unter Verwendung sowohl von ESG- als auch von finanziellen Kriterien ausgewählt und 100 Prozent der Energiebeschaffung aus erneuerbaren Ressourcen bezogen. Mediobanca erreichte auch 2023 die Klimaneutralität, in Übereinstimmung mit dem Programm der von den Vereinten Nationen unterstützten Net-Zero Banking Alliance, an der die Gruppe teilnimmt.

## Internationalen Aktivitäten von Mediobanca
Die internationalen Aktivitäten von Mediobanca zeichnen sich durch die Präsenz der Abteilung für Unternehmens- und Investitionsbankwesen auf dem europäischen Markt aus, die auch durch mehrere Übernahmen im Ausland konsolidiert wurde. Die jüngste, im Mai 2023, war die Übernahme von Arma Partners, einem in Großbritannien ansässigen Unternehmen, das auf dem Markt der digitalen Wirtschaft führend in der Beratung im Kontext von M&A-Transaktionen ist. Mediobanca stärkte sein Standbein in Frankreich und begann 2019 mit der Übernahme von Messier Maris & Associés, einer in Paris ansässigen Investmentbank mit Büros in New York und einem Team von 40 Fachleuten, die Entwicklung einer paneuropäischen Plattform für Unternehmens- und Investitionsbankwesen.
Im Bereich Wealth Management besteht die internationale Präsenz von Mediobanca aus den Vermögensverwaltungsgesellschaften Polus Capital Management (spezialisiert auf alternative Kreditstrategien, die 2022 nach der strategischen Zusammenführung zweier führender europäischer Kreditmanager, Cairn Capital – erworben 2015 – und Bybrook Capital – erworben 2021 – gestartet wurden) und RAM Active Investments (ein systematischer Aktienbetreiber, erworben 2017) sowie CMB Monaco, Marktführer im Private-Banking-Markt in Monaco.
Unter den Akquisitionen im Bereich Wealth Management war die Übernahme einiger Einzelhandelsgeschäftsaktivitäten von Barclays Italien durch die Tochtergesellschaft CheBanca! von Bedeutung. Diese 2016 angekündigte Transaktion stärkte die Positionierung von CheBanca! im Investmentmanagement.
Mediobanca begann auch 2023 mit der geografischen Diversifizierung der Verbraucherfinanzierungssparte der Gruppe, indem sie eine 100%ige Beteiligung an HeidiPay Switzerland AG übernahm, einem Fintech-Unternehmen, das auf Buy Now Pay Later spezialisiert ist. Dieser Deal stärkte die Aktivitäten der Gruppe im BNPL-Sektor sowie die Akquisition des italienischen Fintech-Unternehmens Soisy im Jahr 2022.

### Mediobanca in Deutschland
In Deutschland war die Mediobanca von 2007 bis 2021 mit einer Niederlassung in Frankfurt am Main vertreten. Von Frankfurt aus beriet die Investmentbank Unternehmen aus dem deutschsprachigen Raum bei Corporate Finance Themen, strukturierten Unternehmensfinanzierungen und war in der Beratung bei Fusionen und Übernahmen (Mergers & Acquisitions) tätig.

## Belege
1. ↑  Eintrag im BIC Directory beim SWIFT
2. ↑  Annual Accounts and Report as at 30 June 2024. Mediobanca S.p.A., abgerufen am 17. März 2025 (englisch).
3. ↑  Board of Directors. Mediobanca S.p.A., abgerufen am 17. März 2025 (englisch).
4. ↑  Business model and divisions. Abgerufen am 22. März 2024 (englisch).
5. ↑  Redazione Agenzia Nova: Mediobanca: profit of 611 million in the 2023-2024 semester, shareholders over 10 percent. In: Agenzia Nova. 9. Februar 2024, abgerufen am 22. März 2024 (englisch).
6. ↑  Gianluca Semeraro: Mediobanca makes wealth management push to boost returns. In: reuters. 24. Mai 2023   (englisch).
7. ↑  Wealth Management To Shine In Mediobanca's Future Strategy. Abgerufen am 22. März 2024.
8. ↑  Redazione Agenzia Nova: Mediobanca: profit of 611 million in the 2023-2024 semester, shareholders over 10 percent. In: Agenzia Nova. 9. Februar 2024, abgerufen am 22. März 2024 (englisch).
9. ↑  Gianluca Semeraro:  Mediobanca makes wealth management push to boost returns, 24. Mai 2023
10. ↑  Paul Betts, Rome's conquest of Milan, with Europe to follow, Financial times, 14 giugno 2007.
11. ↑  List of supervised entities Cut-off date for changes in group structures: 1 January 2023
12. ↑  The list of significant supervised entities and the list of less significant institutions. Latest update of the list: 04t 14
13. ↑  Christian Schubert: Italiens führende Banken trotzen der Krise: Im Kampf der Finanzplätze. In: FAZ.NET. 29. Oktober 2023, ISSN 0174-4909 (faz.net [abgerufen am 22. März 2024]).
14. ↑  Banca Mediolanum completes sale of 50 pct of Banca Esperia SpA. In: reuters. 22. März 2024   (englisch).
15. ↑  Investment Banking in Italien: Mediobanca will Vermögen verwalten. In: FAZ.NET. 24. Mai 2023, ISSN 0174-4909 (faz.net [abgerufen am 22. März 2024]).
16. ↑  Anika Sidhika: Mediobanca launches wealth management arm; Mediobanca Premier. In: Private Banker International. 16. Januar 2024, abgerufen am 22. März 2024 (amerikanisches Englisch).
17. ↑  CheBanca!’s agile approach is allowing it to stay ahead of the competition. Abgerufen am 22. März 2024 (amerikanisches Englisch).
18. ↑  Wealth Management To Shine In Mediobanca's Future Strategy. Abgerufen am 22. März 2024.
19. ↑  Mediobanca launches new bank for household savings | ANSA.it. Abgerufen am 22. März 2024.
20. ↑  Business model and divisions. Abgerufen am 22. März 2024 (englisch).
21. ↑  Strategy and objectives. Abgerufen am 22. März 2024 (englisch).
22. ↑  Redazione FIRSTonline: Mediobanca wird "klimaneutral". 5. Februar 2021, abgerufen am 22. März 2024.
23. ↑  Mediobanca courts billionaires in IB growth plan. 1. Juni 2023, abgerufen am 22. März 2024 (englisch).
24. ↑  Valentina Za: Mediobanca buys Arma Partners to boost tech advisory offer. In: reuters. 22. März 2024  .
25. ↑  Mediobanca buys 66% stake in finance group led by ex-Vivendi boss. Abgerufen am 22. März 2024.
26. ↑  MarketScreener: Cairn von Mediobanca wird nach dem Bybrook-Deal in Polus Capital Management umbenannt -Am 03. November 2022 um 15:11 Uhr | MarketScreener. 3. November 2022, abgerufen am 22. März 2024.
27. ↑  Mediobanca takes control of London-based Cairn Capital. Abgerufen am 22. März 2024.
28. ↑  Gianluca Semeraro and Cristina Carlevaro: Mediobanca's Cairn Capital buys distressed debt firm Bybrook. In: reuters.  .
29. ↑  NULL. 27. November 2017, abgerufen am 22. März 2024 (englisch).
30. ↑  Silvia Aloisi and Simon Jessop: Barclays sells Italian branches to Mediobanca at a loss. In: reuters.
31. ↑  CheBanca!’s agile approach is allowing it to stay ahead of the competition. Abgerufen am 22. März 2024 (amerikanisches Englisch).
32. ↑  Mediobanca's Compass Completes the Acquisition of HeidiPay. Abgerufen am 22. März 2024.
33. ↑  northdata.de - Mediobanca S.p.A. Niederlassung Deutschland, Frankfurt a. Main✝︎, abgerufen am 11. Juni 2022

Koordinaten: 45° 28′ 3,6″ N, 9° 11′ 18″ O